# Tomorrow Morning
Tomorrow Morning è un album discografico in studio del gruppo musicale statunitense Eels, pubblicato nell'agosto 2010.

## Tracce
1. In Gratitude for This Magnificent Day – 1:25
2. I'm a Hummingbird – 3:14
3. The Morning – 2:17
4. Baby Loves Me – 3:27
5. Spectacular Girl – 3:15
6. What I Have to Offer – 2:55
7. This Is Where It Gets Good – 6:18
8. After the Earthquake – 1:39
9. Oh So Lovely – 4:17
10. The Man – 3:51
11. Looking Up – 2:57
12. That's Not Her Way – 3:48
13. I Like the Way This Is Going – 2:35
14. Mystery of Life – 4:22

Bonus EP
1. Swimming Lesson - 2:55
2. St. Elizabeth Story - 2:29
3. Let's Ruin Julie's Birthday - 3:15
4. For You - 2:43